# Беспятовы
Беспятовы (Беспятые) — древний дворянский род, восходящий к началу XVI века.
Родион Владимирович Беспятов владел поместьем в Каширском уезде (1627), а сын его Фома записан боярским сыном (1647); от последнего и пошли нынешние Беспятовы. Род Беспятовых записан в VI части родословной книги Тульской губернии, хотя герольдия признала за ним право лишь на внесение в I часть родословной книги.